# Walter Tevis
Walter Tevis (San Francisco, 28 februari 1928 - New York, 9 augustus 1984) was een Amerikaans schrijver. Hij schreef zowel romans als korte verhalen. Diverse boeken van Tevis zijn verfilmd. Ook was hij professor aan de Ohio University in Athens.
In 2020 werd het door Tevis geschreven The Queen's Gambit als miniserie uitgebracht op Netflix. Binnen vier weken werd deze serie 62 miljoen keer gestreamd.

## Biografie
Tevis werd in 1928 geboren in San Francisco. Op negenjarige leeftijd werd Tevis gediagnostiseerd met een reumatisch hart en Chorea van Sydenham. Hierom werd hij opgenomen in een herstellingsoord voor kinderen, waar hij driemaal per dag fenobarbital toegediend kreeg. Zijn ouders remigreerden naar Kentucky. Een jaar later reisde hij ze achterna. Tijdens zijn tijd daar deed hij aan biljarten. Ook toen hij op zijn zeventiende bij de marine in Okinawa zat, biljartte hij veel.
Uiteindelijk studeerde Tevis af in Engelse literatuur aan de Universiteit van Kentucky. In 1959 publiseerde hij zijn eerste boek: The Hustler en in 1963 zijn tweede: The Man Who Fell to Earth. Deze boeken werden gezien als zijn bekendste romans en ze waren beide verfilmd.
Nadat deze boeken waren uitgebracht, werd Tevis professor aan de Ohio University en gaf hij er les in Engelse literatuur en creatief schrijven. In 1978 nam hij daar ontslag en verhuisde hij naar New York om daar vervolgens nog een aantal boeken te schrijven.
Tevis kampte in zijn leven met mentale problemen en drankproblemen. Hij overleed in 1984 aan de gevolgen van longkanker.

### Romans
- The Hustler (1959)
- The Man Who Fell to Earth (1963)
- Mockingbird (1980)
- The Steps of the Sun (1983)
- The Queen's Gambit (1983)
- The Color of Money (1984)

### Korte verhalenbundels
- Far from Home (1981)

Tevis heeft ook nog diverse andere korte verhalen geschreven.